# ROOKiEZ is PUNK’D
ROOKiEZ is PUNK’D é uma banda de rock japonesa dos gêneros punk rock e emo. A formação atual conta com o vocalista e guitarrista Shinnosuke, o baixista Ryota e o baterista U. Formada em 2006, eles já fizeram músicas para animes populares, como a canção "Song for...", de Bleach.
Seu primeiro single, "Compilation", teve boas posições em rankings de vendas e foi usada como abertura do anime Durarara!!. A parceria deu tão certo que eles trabalharam com os criadores do anime para lançar seu primeiro álbum, "DRRROOKiEZ!! ・ ROOKiEZ is PUNK’D respect for DRRR!!", que contém a abertura para o jogo de PlayStation Portable (PSP) Durarara!! 3-way Standoff.
O grupo também ficou encarregado da segunda abertura de Blue Exorcist, chamada "In My World" e de duas aberturas do anime Yowamushi Pedal, "Reclimb" e "Remind".
Em 2017, o grupo fez sua estreia no Brasil se apresentando na Super-Con. No ano seguinte, voltaram ao país abrindo os shows da banda SPYAIR.
Em 2019, a banda entrou em hiato devido a discordâncias que pararam seu progresso, a pausa durou quatro anos. Em 2024, a banda retornou ao Brasil, se apresentando na Anime Friends.

## Membros
- Shinnosuke – vocais, guitarra
- Ryota – baixo
- U – bateria

Ex membros
- Ko-sk – guitarra
- Tsuyoshi – bateria
- 2Rash – baixo
- Takumi  – guitarra

## Discografia
Álbuns de estúdio
- From Dusk Till Dawn (12 de setembro de 2019)
- The Sun Also Rises (25 de julho de 2012)[11]